# Енсінол (Техас)
Енсінол (англ. Encinal) — місто (англ. city) в США, в окрузі Ла-Салл штату Техас. Населення — 540 осіб (2020).

## Географія
Енсінол розташований за координатами 28°2′27″ пн. ш. 99°21′16″ зх. д. / 28.04083° пн. ш. 99.35444° зх. д. (28.040728, -99.354403).  За даними Бюро перепису населення США в 2010 році місто мало площу 1,05 км², з яких 1,05 км² — суходіл та 0,00 км² — водойми. В 2017 році площа становила 1,12 км², з яких 1,12 км² — суходіл та 0,00 км² — водойми.

### Клімат
| Клімат : Енсінол        | Клімат : Енсінол | Клімат : Енсінол | Клімат : Енсінол | Клімат : Енсінол | Клімат : Енсінол | Клімат : Енсінол | Клімат : Енсінол | Клімат : Енсінол | Клімат : Енсінол | Клімат : Енсінол | Клімат : Енсінол | Клімат : Енсінол | Клімат : Енсінол |
| Показник                | Січ.             | Лют.             | Бер.             | Квіт.            | Трав.            | Черв.            | Лип.             | Серп.            | Вер.             | Жовт.            | Лист.            | Груд.            | Рік              |
| Середній максимум, °C   | 19,6             | 22,3             | 26,6             | 30,7             | 34,1             | 36,8             | 37,4             | 37,8             | 34,6             | 30,4             | 25,1             | 20,0             | 29,6             |
| Середня температура, °C | 12,8             | 14,9             | 18,7             | 22,8             | 26,9             | 29,7             | 30,2             | 30,6             | 27,9             | 23,2             | 17,7             | 12,9             | 22,4             |
| Середній мінімум, °C    | 6,0              | 7,6              | 10,8             | 14,8             | 19,7             | 22,5             | 23,1             | 23,3             | 21,2             | 15,9             | 10,4             | 5,7              | 15,1             |
| Норма опадів, мм        | 33               | 28               | 51               | 38               | 71               | 71               | 69               | 41               | 64               | 53               | 28               | 33               | 580              |
| ----------------------- | ---------------- | ---------------- | ---------------- | ---------------- | ---------------- | ---------------- | ---------------- | ---------------- | ---------------- | ---------------- | ---------------- | ---------------- | ---------------- |
| Джерело:                |                  |                  |                  |                  |                  |                  |                  |                  |                  |                  |                  |                  |                  |

## Демографія
Згідно з переписом 2010 року, у місті мешкало 559 осіб у 185 домогосподарствах у складі 138 родин. Густота населення становила 534 особи/км².  Було 264 помешкання (252/км²).
Расовий склад населення:
| - 86,4 % — білих - 1,1 % — чорних або афроамериканців - 0,5 % — корінних американців - 9,3 % — осіб інших рас |

До двох чи більше рас належало 2,7 %. Частка іспаномовних становила 89,6 % від усіх жителів.
За віковим діапазоном населення розподілялося таким чином: 32,0 % — особи молодші 18 років, 55,5 % — особи у віці 18—64 років, 12,5 % — особи у віці 65 років та старші. Медіана віку мешканця становила 33,0 року. На 100 осіб жіночої статі у місті припадало 101,8 чоловіків;  на 100 жінок у віці від 18 років та старших — 102,1 чоловіків також старших 18 років.
Середній дохід на одне домашнє господарство  становив 35 224 долари США (медіана — 25 000), а середній дохід на одну сім'ю — 40 920 доларів (медіана — 36 250). За межею бідності перебувало 13,2 % осіб, у тому числі 17,7 % дітей у віці до 18 років та 24,2 % осіб у віці 65 років та старших.
Цивільне працевлаштоване населення становило 306 осіб. Основні галузі зайнятості: сільське господарство, лісництво, риболовля — 32,0 %, публічна адміністрація — 14,4 %, мистецтво, розваги та відпочинок — 13,1 %, роздрібна торгівля — 11,8 %.